# يسري حافظ
يسري حافظ (مواليد 30 أغسطس 1993) هو مُلاكم مصري، حقّق ذهبية ألعاب البحر الأبيض المتوسط 2018 والألعاب الأفريقية 2019، ومثّل بلاده في الألعاب الأولمبية الصيفية 2020 في طوكيو.

## المشاركة الأولمبية

### طوكيو 2020
| الرياضيّ   | الحدث                             | دور الـ32     | دور الـ16                               | ربع النهائي   | نصف النهائي   | النهائي       | النهائي  |
| الرياضيّ   | الحدث                             | الخصم النتيجة | الخصم النتيجة                           | الخصم النتيجة | الخصم النتيجة | الخصم النتيجة | الترتيب  |
| --------- | --------------------------------- | ------------- | --------------------------------------- | ------------- | ------------- | ------------- | -------- |
| يسري حافظ | وزن ثقيل سوبر – رجال [الإنجليزية] | د. ل.         | كامشيبيك كونكاباييف (كازاخستان) · خ 0-5 | لم يتأهل      | لم يتأهل      | لم يتأهل      | لم يتأهل |